# (33863) Elfriederwin
(33863) Elfriederwin (2000 JH7) – planetoida z grupy pasa głównego asteroid okrążająca Słońce w ciągu 3,39 lat w średniej odległości 2,25 j.a. Odkryta 5 maja 2000 roku.